# Чеддер (ущелье)
Ущелье Чеддер - известняковое ущелье на холмах Мендип, недалеко от деревни Чеддер, графство Сомерсет, Англия. Ущелье является местом проведения шоу-пещер Чеддер, где в 1903 году был обнаружен самый старый полный человеческий скелет Великобритании ,Чеддермен, возраст которого оценивается в 9000 лет.Пещеры, образовавшиеся в результате деятельности подземной реки, содержат сталактиты и сталагмиты. Ущелье является частью научного объекта под названием Комплекс Чеддер.
Ущелье Чеддер, включая пещеры и другие достопримечательности, стало туристическим направлением. В опросе читателей Radio Times в 2005 году, после его появления в телевизионной программе «Семь чудес природы» (2005), ущелье Чеддер было названо вторым величайшим чудом природы в Великобритании, уступая только пещерам Дэна ир Огофа . Ущелье привлекает около 500 000 посетителей в год.

## Геология
Чеддер - ущелье, расположенное на южной окраине холмов Мендип. Максимальная глубина ущелья составляет 137 м (449 футов)с почти вертикальным утесом на юге и крутыми травянистыми склонами на севере. По дну ущелья проходит дорога B3135.
Территория подстилается сланцем ,оолитом и известняком, поверх красного песчаника и доломитового конгломерата. Свидетельства варисканской складчатости видны в рассеченных породах и расколотых сланцах.Во многих местах выветривание этих слоев привело к образованию незрелых известняковых почв.
Ущелье образовалось в результате паводков талой воды в холодные перигляциальные периоды, которые образовались за последние 1,2 миллиона лет. Во время ледниковых периодов вечная мерзлота перекрывала пещеры льдом и замороженной грязью и делала известняк непроницаемым. Когда он таял летом, вода была вынуждена стекать по поверхности и вырывала ущелье. В более теплые периоды вода текла под землей через проницаемый известняк, создавая пещеры и оставляя ущелье сухим, так что сегодня большая часть ущелья не имеет реки, пока подземная река Чеддер Йео не выходит в нижней части из пещеры Гоф. Река используется компанией Bristol Water, которая поддерживает ряд плотин и прудов, которые питают близлежащее водохранилище Чеддер через трубу диаметром 137 сантиметров (54 дюйма), которая забирает воду прямо перед  Rotary Club Sensory Garden.
Ущелье подвержено наводнениям. Во время наводнения в Чу-Сток 1968 года поток воды смыл большие валуны вниз по ущелью, повредив кафе и вход в пещеру Гофа и смыв автомобили.В самой пещере наводнение длилось три дня.2012 году дорога через ущелье B3135 была закрыта на несколько недель из-за повреждения дорожного покрытия во время обширного наводнения.

## Владения
Южная сторона ущелья принадлежит и управляется поместьем маркиза Бата Лонглит. Утесы на северной стороне ущелья принадлежат Национальному фонду Каждый год оба владельца ущелья вносят средства на расчистку территории от кустов, кустов и деревьев.
Большая часть коммерческих посетителей ущелья приходится на южную сторону, принадлежащую Лонглиту, включая доступ к двум основным коммерческим пещерам и центру для посетителей, которым управляет принадлежащая Лонглиту компания Cheddar Gorge and Caves Ltd под руководством директора Хью Корнуэлла. Поскольку количество посетителей выставочных пещер уменьшилось с 400 000 в год в 1980-х годах до 150 000 в 2013 году, Сеулин Тинн, виконт Уэймут, управляющий поместьем Лонглит от имени семейного фонда, предложил установить 600-метровый (2000 футов) Канатная дорога с 18 гондолами, ориентировочная стоимость которой составляет 10 миллионов фунтов стерлингов, доставит посетителей от входа в пещеры прямо к вершине южных утесов.  Национальный фонд выступил против предложенной застройки, заявив, что это испортит вид и удешевит впечатления, создав «ярмарочную площадку», которая заставит этот район больше походить на парк развлечений.  Разрешение на планирование было запланировано на весну 2014 года, что означало, что операции начнутся весной 2016 года. В 2015 году финансовая целесообразность все еще исследовалась.

## Экология
Среди известных видов в ущелье - сони, желтошейные мыши, черви и гадюка, а также редкая большая синяя бабочка (Maculinea arion)и мелкая рябчик с жемчужной каймой (Boloria selene).
В ущелье Чеддер можно увидеть множество диких птиц, в том числе сапсана, канюка, пустельгу, ворона и певчих птиц.
Флора включает виды, любящие мелкие луга, такие как майоран и дикий тимьян. Здесь также обитают уникальные виды белокрылки. Редкая в национальном масштабе маленькая герань (Geranium purpureum) и подмаренник из чеддера (Galium fleurotii), а также редкие в национальном масштабе виды включают тонкую тару (Vicia tenuissima), карликовую мышь-ухо (Cerastium pumilum) и каменный очиток (Sedum forsteranum) также встречаются в ущелье. Это одно из немногих мест в Англии, где обитает валийский мак (Papaver cambricum). Это одна из немногих областей на юге Великобритании, где встречаются лишайники ( Solorina saccata, Squamaria cartilaginea и Caloplaca cirrochroa).
Ущелье также является важным местом для белых лучей, и в 2009 году ботаники из Валлийского национального гербария провели исследование в рамках общенационального исследования белых лучей. Среди восьми идентифицированных видов было три новых вида, ранее неизвестных науке. Девятнадцать экземпляров с листьями овальной формы были названы «Чеддер белый луч» (Sorbus cheddarensis), пятнадцать экземпляров с округлыми листьями и серовато-коричневой корой были названы «Белый луч Твин Клиффс»(Sorbus eminentoides), а тринадцать с длинными узкими листьями были названы «Гофом» (Sorbus rupicoloides) Белый луч чеддер, который развился как помесь обыкновенного белого луча и седого белого луча, является уникальным для ущелья, но его выживанию угрожают козы, которые были введены специально для того, чтобы сдерживать рост новых деревьев и поощрять рост деревьев.  Распространение редких видов растений, таких как розовый чеддер.  С деревьев были сняты черенки, которые будут привиты и выращены в Валлийском национальном гербарии.
Longleat Estate огородила значительную часть своей земли и ввела коз в рамках программы по сохранению биоразнообразия этой местности;  козы должны были заменить овец, которые паслись в ущелье до 1970-х годов [28]. В марте 2007 года Национальный фонд объявил, что планирует выпустить стадо овец на своей стороне ущелья с той же целью, но сначала проконсультируется с местными жителями и заинтересованными сторонами о том, стоит ли ограждать ущелье или установить решетки для скота, чтобы предотвратить заражение.  овцы от заблудших. В ущелье уже есть небольшое стадо одичавших баранов сои.